# Kelchlöffel

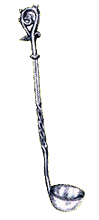

Ein Kelchlöffel oder Kelchlöffelchen (lateinisch Cochlearium) wurde bei der Feier der Eucharistie in der römisch-katholischen Kirche benutzt und gehört zu den Vasa sacra. Das Löffelchen ist meist etwa 10 cm lang und vergoldet oder versilbert. Es kann mit Ornamenten und Mustern oder auch mit Kreuzen oder anderen christlichen Symbolen verziert sein. Oft gehörte das Kelchlöffelchen wie die Patene zur Ausstattung des Primizkelchs eines Priesters.
Seit dem 2. Jahrhundert ist die Beimischung von Wasser zum Messwein belegt; über die Menge des Wassers im Vergleich zum Volumen des Weines gab es verschiedentlich Auseinandersetzungen. Der Kelchlöffel als Maß für das Wasser fand im 13. Jahrhundert Einzug in die Liturgie der lateinischen Kirche. Im 14. Jahrhundert waren drei Tropfen Wasser (tres guttae) vorgeschrieben. Allerdings blieb das Löffelchen in vielen Regionen, etwa in Italien, unbekannt.
Bei der Bereitung des Kelches in der Feier der heiligen Messe fügt der Diakon oder der zelebrierende Priester dem Wein etwas Wasser bei und spricht leise: „Wie das Wasser sich mit dem Wein verbindet zum heiligen Zeichen, so lasse uns dieser Kelch teilhaben an der Gottheit Christi, der unsere Menschennatur angenommen hat.“ Dies muss aber nicht mit dem Kelchlöffel geschehen, der seit der Liturgiereform des Zweiten Vatikanischen Konzils weitgehend ungebräuchlich geworden ist.